# 西三庄街道
西三庄乡，是中华人民共和国河北省石家庄市新华区下辖的一个乡镇级行政单位。

## 行政区划
西三庄乡下辖以下地区：
钟家庄社区、直属社区、西三庄社区、东三庄村、大安舍村、小安舍村和田家庄村。